# Лудо влюбена
„Лудо влюбена“ (на английски: Head over Heels) е американска романтична комедия от 2001 г. на режисьора Марк Уотърс, по сценарий на Джон Страус, Ед Дектър, Дейвид Кид и Рон Бърч. Във филма участват Фреди Принц Джуниър, Моника Потър, Ивана Миличевич, Шалом Хароу, Сара О'Хеър, Томико Фрейзър, Чайна Чоу, Тимъти Олифант, Таня Райнхерт и др. Филмът е пуснат в САЩ от Universal Pictures на 2 февруари 2001 г.

## Актьорски състав
| Актьор              | Роля                           |
| ------------------- | ------------------------------ |
| Фреди Принц Джуниър | Джим Уинстън Агент Боб Смут    |
| Моника Потър        | Аманда Пиърс                   |
| Ивана Миличевич     | Роксана Мила Сласнакова        |
| Шалом Харлоу        | Джейд                          |
| Сара О'Хеър         | Кенди                          |
| Томико Фрейзър      | Холи                           |
| Чайна Чоу           | Лиса                           |
| Тимъти Олифант      | Майкъл                         |
| Таня Райнхерт       | Меган О'Брайън                 |
| Танър               | Хамлет                         |
| Джей Бразо          | Господин Халоран Вадим Струков |
| Стенли ДеСантис     | Алфредо                        |
| Бети Линде          | Поли                           |
| Норма Макмилиън     | Гладис                         |
| Бето Ширкофф        | Норийн                         |
| Том Шортхаус        | Господин Ранкин                |
| Джо Паскал          | Полицай Родригез               |

## В България
В България филмът е издаден на VHS през 2002 г. от Александра Видео.
През 2009 г. е излъчен по Нова телевизия до 2019 г.
През 2020 г. се излъчва по каналите на bTV Media Group.
Дублажи
| Преводач            | Лидия Иванова                                                                       |
| Тонрежисьор         | Михаил Михайлов                                                                     |
| Режисьор на дублажа | Ралица Ботева                                                                       |
| Озвучаващи артисти  | Христина Ибришимова Силвия Русинова Йорданка Илова Светозар Кокаланов Росен Плосков |

| Озвучаващи артисти  | Гергана Стоянова Ани Василева Елена Бойчева Симеон Владов Иван Велчев |
| Преводач            | Полина Николова                                                       |
| Тонрежисьор         | Венелин Николов                                                       |
| Режисьор на дублажа | Добрин Добрев                                                         |